# Jamina Roberts
Jamina Roberts (n. 28 mai 1990, la Göteborg), este o handbalistă suedeză care joacă pentru clubul Vipers Kristiansand și pentru echipa națională de handbal feminin a Suediei.
La Campionatul European de Handbal Feminin din 2010, Roberts a ajuns în finala susținută în fața Norvegiei și a câștigat medalia de argint cu naționala Suediei.

## Palmares
- Campionatul Suediei:
  - Câștigătoare: 2009, 2010, 2011, 2012, 2013, 2014, 2022

- Cupa EHF:
  - Câștigătoare: 2015

- Cupa Cupelor:
  - Câștigătoare: 2016